# Romain Poinas
Romain Poinas (Marselha, 26 de maio de 1998) é um basquetebolista profissional francês que atualmente defende o AS Mônaco na Liga Francesa e Liga dos Campeões.